# El Parral
El Parral  és un municipi de la província d'Àvila a la comunitat autònoma de Castella i Lleó.

## Demografia
| 1991 | 1996 | 2001 | 2004 | 2005 | 2007 |
| ---- | ---- | ---- | ---- | ---- | ---- |
| 121  | 137  | 130  | 123  | 122  | 120  |